# Венера Вертикордия
«Венера Вертикордия» (или «Венера, обращающая сердца») — картина английского художника-прерафаэлита Данте Габриэля Россетти, созданная в 1864 году. На данный момент находится в собрании Галереи и музея Рассел-Коутс в Борнмуте.

## Название картины и символы
Дословно название картины «Venus Verticordia» обозначает «Венера, обращающая сердца [от страстей к целомудрию]». Россетти взял его с одноимённого стихотворения Овидия, однако история этого эпитета уходит к 114 году, когда три весталки были казнены за любовные связи; тогда было решено посвятить храм служению богине Венере, «обращающей сердца» в надежде, что она сможет обращать сердца женщин и девушек от похоти к чистоте. Однако в интерпретации Россетти его Венера, наоборот, отворачивает мужские сердца от верности, что подтверждается в сопровождающем картину сонете авторства самого художника. Уильям Шарп пишет, что на картине изображена не Афродита, выходящая из морской пены и не воплощение любви, а «Королева любви, которая любит не себя, желание — ненасытное и беспощадное, абсолютное, высшее… Она — воплощение вожделения, нетленной плоти, но всё вокруг неё любит и живёт, а мечты навеки становятся никчёмными».
Несмотря на то, что на картине изображён персонаж греко-римской мифологии, Россетти решился добавить над фигурой нимб; в своём письме Форду Мэдоксу Брауну он пояснял, что считал, что «греки делали так же». Критики видели в этом связующую нить Венеры с Девой Марией, а также характерное для Россетти «соединение земного и духовного».
В руках Венеры — золотое яблоко, что отсылает к Елене Троянской, её же упоминает и Россетти в своём сонете. Стрела в руках девушки является отсылкой к Эроту, чьи стрелы заставляют людей влюбляться; золотая бабочка, питающаяся яблоком, символизирует влечение и аппетит; также крылья бабочки — частый атрибут супруги Эрота Психеи; в мифологии бабочками часто изображаются души людей. Символами любви и чувственности являются изображённые цветы розы и жимолость.

## История создания
Эскиз для будущей картины был создан в 1863 году, после чего её заказал коллекционер Джон Митчелл. К 1864 году работа была закончена, но позже художник переделал её, в итоге заказчик получил картину уже в 1869 году. Изначально лицо Венеры было другим, но позже натурщицей стала Алекса Уайлдинг. Существуют три репродукции картины, сделанные Данте Габриэлем Россетти акварелью, для каждой позировали разные натурщицы — Фанни Корнфорт (1864), В. Дж. Ньюстаб (примерно 1864) и Алекса Уайлдинг (1868). Работа стала одной из немногих, где у Россетти появляется обнажённая фигура. По словам брата художника, Уильяма Майкла Россетти, в 1873 году покупатель вернул картину, Данте Габриэль Россетти несколько раз переписывал отдельные части, но в результате произведение «потеряло свою свежесть и спонтанность общей концепции и манеры»; ему был нанесён серьёзный вред, поскольку была утрачена гармония между фоном и фигурой.
Часть критиков почему-то считают именно эту картину поворотной точкой в творчестве художника, с которой он кардинально изменил стиль — смена общей концепции портретов, большее количество деталей, изменение цветов и композиции, однако первые работы в подобной манере стали появляться у него ещё в 1859 году. Работа спровоцировала серьёзную ссору и разрыв дружбы Россетти с художником и критиком Джоном Рёскином, поскольку тот начал резко критиковать новые черты стиля Россетти, видя в нём грубость и слабое техническое исполнение по сравнению с ранними работами. Известно, что Джон Рёскин весьма критично подходил к изображению обнажённых женщин, что отчасти связано с его личной жизнью, однако большая часть его критики обрушилась на чувственное и эротичное изображение роз, которые он охарактеризовал как «грубые» и «бесчувственные». Возможно именно слова Рёскина спустя много лет сподвигли Россетти к многочисленным переделкам работы, о которых упоминал его брат.
В 2014 году акварельная репродукция 1868 года выставлялась на аукционе Сотбис, где была продана почти за 3 миллиона фунтов.